# Vụ Xuyên
Huyện tự trị dân tộc Ngật Lão và dân tộc Miêu Vụ Xuyên (chữ Hán giản thể: 务川仡佬族苗族自治县, bính âm: Wùchuān GēlǎozúMiáozú Zìzhìxiàn) là một huyện thuộc địa cấp thị Tuân Nghĩa, tỉnh Quý Châu, Cộng hòa Nhân dân Trung Hoa. Huyện tự trị này có diện tích 2773 km2, dân số năm 2002 là 420.000 người, mã số bưu chính là 564300. Chính quyền huyện đóng tại trấn Ngọc Khê.
Huyện tự trị này được chia thành các trấn: Đô Nhu, Phong Lạc, Hoàng Đô, Phù Dương, Trấn Nam, Nghiễn Sơn, Trác Thủy, Mao Thiên, Bạch Thụ và Đại Bình.
Hương: Tiêu Bá, Hồng Ti, Nê Cao, Phân Thủy và Thạch Triều.